# Мирко Хрговић
Мирко Хрговић (5. фебруар 1979) бивши је босанскохерцеговачки фудбалер.

## Каријера
Током каријере играо је за Хајдук Сплит, Широки Бријег, Волфсбург, Динамо, Кавала, Сплит и многе друге клубове.

## Репрезентација
За репрезентацију Босне и Херцеговине дебитовао је 2003. године. За национални тим одиграо је 29 утакмица и постигао 3 гола.

## Статистика
| Босна и Херцеговина | Босна и Херцеговина | Босна и Херцеговина |
| Год.                | Ута.                | Гол.                |
| ------------------- | ------------------- | ------------------- |
| 2003                | 7                   | 0                   |
| 2004                | 4                   | 0                   |
| 2005                | 2                   | 0                   |
| 2006                | 8                   | 2                   |
| 2007                | 6                   | 1                   |
| 2008                | 1                   | 0                   |
| 2009                | 1                   | 0                   |
| Укупно              | 29                  | 3                   |